# Mistrovství České republiky v atletice (juniorské a dorostenecké)

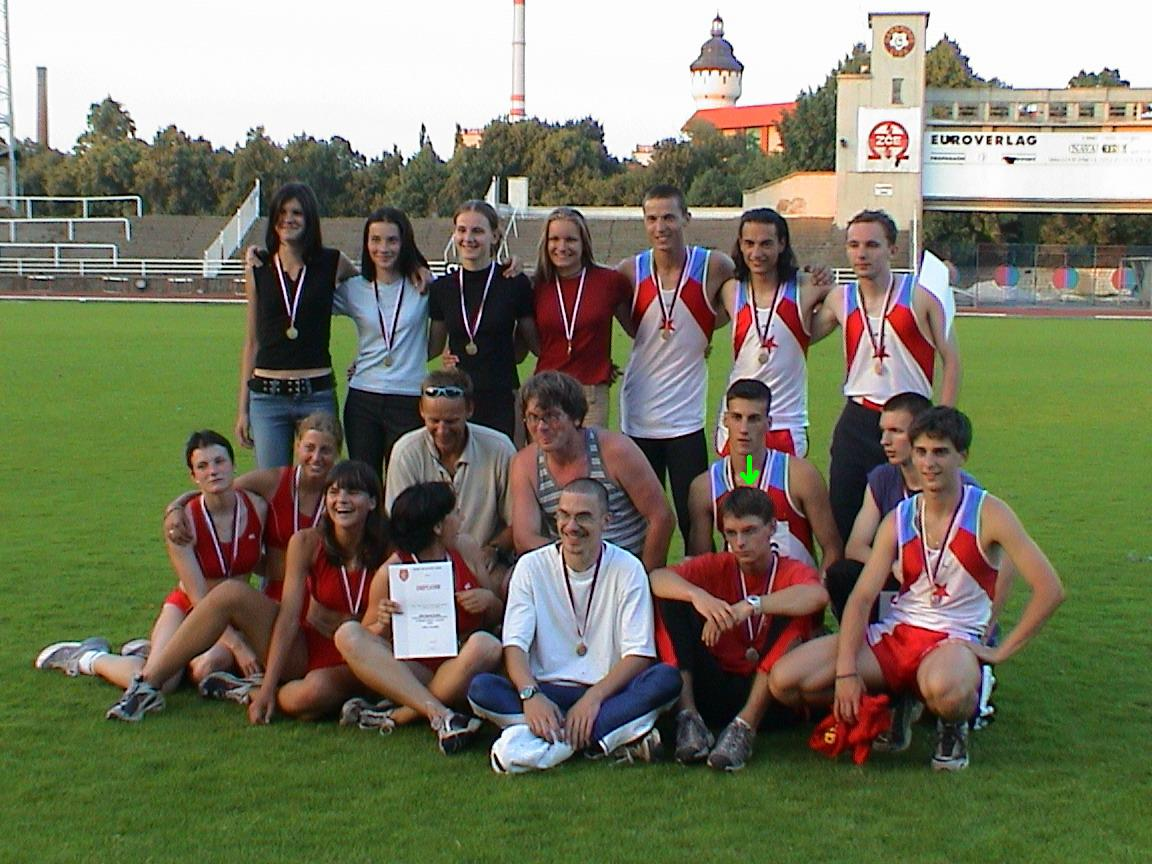
Plzeň 2002, dorostenecké a juniorské štafety ASK Slavia Praha na 4 × 100 metrů

Historie mistrovství ČR juniorů, juniorek, dorostenců a dorostenek (do roku 2005 včetně)
V letech 1969 a 1970 byli mistři v kategorii juniorů a juniorek (tj. 18 až 19 let) vyhlášení podle umístění na Mistrovství ČR mužů a žen. Tehdy však do této kategorie spadali atleti do 21 let, proto nelze dosažené výsledky zahrnout do statistik. Pak následovala velice dlouhá přestávka. Mistrovství bylo obnoveno až v roce 1990. Dosavadními pořadateli byli Praha 6×, Ostrava 4× a Dubnica nad Váhom, Jablonec nad Nisou, Plzeň, Třinec, Kladno, Liberec a Pardubice 1×. 
Také mistrovství ČR v kategorii dorostenců a dorostenek (tj. 16 až 17 let) prošlo složitým vývojem. V letech 1969 a 1970 byli mistři vyhlášeni podle umístění na Mistrovství ČR mužů a žen. Dorost měl tehdy dvě kategorie a sice starší (do 18 let) a mladší (do 16 let). V některých letech se konala mistrovství zvlášť podle ročníku narození, v některých letech byly součástí mistrovství i víceboje. Současné věkové určení dorostenců platí od roku 1991. Dosavadními pořadateli (1969 – 2005) byla města Praha 10×, Jablonec nad Nisou a Plzeň 6×, Brno, Ostrava, Sušice, Třinec a Znojmo 5×. Ústí nad Labem a Pardubice 4×, Vlašim a Opava 3×. Čáslav, Dvůr Králové nad Labem, Jihlava, Kroměříž, Olomouc, Zlín a Liberec 2× a Bratislava, Hradec Králové, Karlovy Vary, Mladá Boleslav, Svitavy, Uherské Hradiště a Vyškov 1×. 

## Junioři
Rekordy mistrovství
| 100 m       | Tomáš Dvořák     | 10.67    | 2023 |
| 200 m       | Jakub Peterka    | 21.41    | 2023 |
| 400 m       | Petr Klofáč      | 47.46    | 2004 |
| 800 m       | Ondřej Křička    | 1:50.78  | 1998 |
| 1500 m      | Martin Brusák    | 3:52.38  | 1995 |
| 5000 m      | Jan Kreisinger   | 14:33.26 | 2003 |
| 10000 m     | Jan Kreisinger   | 30:18.00 | 2003 |
| 110 m př.   | Štěpán Štefko    | 13.67    | 2023 |
| 400 m př.   | Lukáš Souček     | 52.10    | 1994 |
| 3000 m př.  | David Gerych     | 9:00.09  | 1996 |
| výška       | Jaroslav Bába    | 2.21     | 2002 |
| tyč         | Matěj Urban      | 5.40     | 1994 |
| dálka       | Roman Orlík      | 7.59     | 1991 |
| trojskok    | Tomáš Cholenský  | 15.66    | 1997 |
| koule       | Remigius Machura | 19.64    | 2005 |
| disk        | Libor Malina     | 54.00    | 1992 |
| kladivo     | Lukáš Melich     | 70.62    | 1999 |
| oštěp       | Robert Srovnal   | 73.44    | 1994 |
| 10 km chůze | Pavel Svoboda    | 44:38:14 | 1998 |
| 4× 100 m    | Slavia Praha     | 42.17    | 1999 |
| 4× 400 m    | Domažlice        | 3:18.27  | 2001 |